# Подводные лодки проекта 212А
Подводные лодки типа 212 — серия немецких дизель-электрических подводных лодок, строящихся с 1999 года по настоящее время и входящих в состав ВМС Германии и ВМС Италии.

## История проекта
В 1987 году в связи с отменой ограничений на водоизмещение проектируемых субмарин в руководстве Бундесмарине было сформулировано тактико-техническое задание на разработку и строительство восьми океанских подводных лодок на базе проекта 209. В 1994 году концерну HDW/NSW был выдан заказ на строительство первых четырёх лодок проекта 212, но из-за сложности силовой энергетической установки строительство первой ПЛ началось только через 5 лет, в декабре 1999 года.

## Конструкция
Лодка имеет двухкорпусную конструкцию. Лёгкий корпус — армированный стеклопластик. Прочный — маломагнитная сталь, состоит из двух цилиндрических секций разного диаметра. В носовой — торпедные аппараты с системами стрельбы; аккумуляторные батареи; центральный пост; помещения и системы жизнеобеспечения экипажа, в кормовой — СЭУ, в соединительной секции содержится блок топливных элементов из полимерных электролитных мембран. Также в носовой и кормовой оконечностях лёгкого корпуса располагаются цистерны главного балласта.
На ограждении рубки расположены горизонтальные рули, а для лучшей управляемости лодкой в подводном положении в данной конструкции применены Х-образные кормовые рули.
Энергетическая установка СЭУ
Работает в полностью автоматическом режиме без обслуживания личным составом.
- Дизельный: MTU 8V183/396 1050 кВт (Siemens) — для плавания в режиме РДП, на поверхности и для зарядки аккумуляторных батарей (АБ).
- Электрический: — воздухонезависимый двигатель Siemens SINAVYCIS Permasin[2] — электродвигатель постоянного тока со встроенным регулятором частоты на IGBT-электронике мощностью 1700 кВт. Предназначен для обеспечения экономичного хода. Приводится в действие энергетической установкой фирмы Howaldtswerke Deutsche Werft AG, состоящей из 9 протон-обменных топливных элементов Siemens SINAVYCIS PEM BZM34, включающих в себя цистерны с криогенным кислородом и ёмкости с гидридом металла (специальный сплав металла в соединении с водородом). Энергоустановка работает бесшумно, побочным продуктом является дистиллированная вода. Запасы жидкого кислорода в ударопрочных баллонах и гидрида металла в стальных емкостях расположены в кормовой части между лёгким и прочным корпусом.

Аккумуляторные батареи: свинцово-кислотные, разделены на две группы по 216 элементов в каждой.
Электродвигатель обеспечивает движение лодки в подводном положении со скоростью 3 узла в течение 20 суток с показателями шумности ниже уровня естественных шумов моря.
В качестве движителя используется гребной винт большого диаметра с лопастями саблевидной формы. Пониженная частота вращения лопастей обеспечивает высокую эффективность работы винта и значительно улучшает акустические характеристики.
В подводных лодках проекта 212А для снижения уровня шумов предусмотрен ряд конструктивных решений. Лёгкий корпус покрыт специальным звукопоглощающим покрытием, что обеспечивает низкую заметность для активных ГАС; с точки зрения гидродинамических характеристик корпус имеет оптимальную форму; для улучшения обтекаемости и снижения гидродинамических шумов при движении в подводном положении, все отверстия корпуса и ограждения боевой рубки закрываются заслонками.

## Представители
| Название    | Место постройки              | Закладка   | Спуск на воду         | Ввод в строй | Текущий статус |
| ----------- | ---------------------------- | ---------- | --------------------- | ------------ | -------------- |
| U-31 (S181) | Howaldtswerke-Deutsche Werft | 01.07.1998 | 20 апреля 2002 года   | 19.10.2005   | в строю        |
| U-32 (S182) | Nordseewerke                 | 11.07.2000 | ноябрь 2003 года      | 19.10.2005   | в строю        |
| U-33 (S183) | Howaldtswerke-Deutsche Werft | 30.03.2001 | 13 сентября 2004 года | 13.07.2006   | в строю        |
| U-34 (S184) | Nordseewerke                 | 12.2001    | май 2005 года         | 03.05.2007   | в строю        |
| U-35 (S185) | Howaldtswerke-Deutsche Werft | 21.08.2007 | 15 ноября 2011 года   | 23.03.2015   | в строю        |
| U-36 (S186) | Nordseewerke                 | 19.08.2008 | 06.02.2013            | 10.10.2016   | в строю        |

## Модификации
Вариант для ВМС Италии оснащен комингс-площадкой на входном люке, часть оборудования заменена на итальянские аналоги. Постройка производилась в Италии на верфи в Мудджано компании Fincantieri.
| Обозначение | Название          | Место постройки  | Закладка   | Спуск на воду | Вступление в строй | Текущий статус |
| ----------- | ----------------- | ---------------- | ---------- | ------------- | ------------------ | -------------- |
| S-526       | Comandante Todaro | Верфь в Мудджано | 03.07.1999 | 06.10.2003    | 29.03.2006         | в строю        |
| S-527       | Sciré             | Верфь в Мудджано | 27.07.2000 | 18.12.2004    | 19.02.2007         | в строю        |
| S-528       | Pietro Venuti     | Верфь в Мудджано | 09.12.2009 | 09.10.2014    | 06.07.2016         | в строю        |
| S-529       | Romeo Romei       | Верфь в Мудджано | 2012       | 04.07.2015    | 11.05.2017         | в строю        |

Несколько изменённый экспортный вариант проекта 212 получил обозначение тип 214 — для ВМС Греции построено 4 единицы. 3 подводные лодки планирует закупить Пакистан.
Правительство Турции 2 июля 2009 года подписало с консорциумом компаний «Ховальдсверке-Дойче Верфт» (HDW) и британской «Мэринфорс интернэшнл LLP» (MFI) контракт, предусматривающий совместную постройку шести НАПЛ проекта 214 с воздухонезависимой силовой установкой. Стоимость соглашения оценивается в 3,5 млрд долларов.
На базе проекта 212 по заказу ВМФ Израиля были спроектированы Подводные лодки «Дольфин», тип 800. Использованы системы электронной разведки разработки «Эльбит», Израиль. Всего построено 5 ПЛ этого типа, идут переговоры о заказе ещё одной.

## Испытания IDAS
В 2008 году с борта подводной лодки U-33 проекта 212 была впервые из подводного положения запущена управляемая ракета IDAS, предназначенная для борьбы с противолодочными вертолётами, малоразмерными кораблями и береговыми целями.